# Lediaanse steen
Ledesteen of Lediaanse steen is een sterk kalkhoudende zandsteen die in België wordt aangetroffen en gedolven. Ze werd ontgonnen uit de Formatie van Lede. Men kan hem ook categoriseren als zandige kalksteen. Het raamwerk bestaat uit een stapeling van siliciklastische korrels en bioklasten en de steen wordt aaneen gekit door een calcietmatrix of -cement.
Deze steen is zeer gevoelig voor zure regen. De term Ledesteen is een verwijzing naar de Formatie van Lede.
De kerngebieden voor de ontginning van de Ledesteen zijn het gebied tussen de Schelde en de Dender ten zuidoosten van Gent, met ontginningen in onder meer Oosterzele, Vlierzele en Oombergen, en de omgeving van Brussel, met ontginningen in onder andere Dilbeek, Grimbergen, Asse en Zellik.
De laatste groeves stopten in de 20e eeuw en bevonden zich allemaal ten zuidoosten van Gent, onder meer in Balegem en Bambrugge. Momenteel is er nog één actieve put, Balegro in Balegem (een deelgemeente van Oosterzele).